# Séries de televisão da Marvel de young-adult
As séries de televisão da Marvel de young-adult são duas séries de televisão americanas interconectadas no gênero young-adult, baseadas em personagens que aparecem em publicações da Marvel Comics. Produzidas pela Marvel Television e ABC Signature Studios, elas se passam no Universo Cinematográfico Marvel e reconhecem a continuidade dos filmes e de outras séries de televisão da franquia.
O canal a cabo Freeform encomendou Cloak & Dagger, uma série de super-heróis voltada para jovens estrelada por Olivia Holt e Aubrey Joseph, da Marvel Television em abril de 2016, após anos de desenvolvimento. Mais tarde, ainda em 2016, a similarmente voltada para jovens Runaways foi encomendada da Marvel Television pelo serviço de streaming Hulu. Tanto a Freeform quanto o Hulu são de propriedade da Disney e compartilham as duas séries por meio de uma parceria de marketing. Apesar de inicialmente afirmar que as duas séries seriam mantidas separadas, a Marvel Television anunciou um crossover entre as duas em agosto de 2019, com Holt e Joseph aparecendo na terceira temporada de Runaways. O estúdio primeiro categorizou as duas séries como uma franquia de "YA" interconectada naquela época, com planos de continuar tendo crossover entre elas.
Runaways estreou em novembro de 2017, com Cloak & Dagger seguindo em junho de 2018. Ambas receberam críticas positivas. A Freeform encomendou outra série da Marvel de young-adult, New Warriors, mas o projeto não avançou. Por suas respectivas redes, Cloak & Dagger foi cancelada e Runaways teve sua última temporada anunciada antes do final de novembro de 2019, e o desenvolvimento de qualquer outra série de young-adult foi interrompido um mês depois, quando a Marvel Television foi incorporada na Marvel Studios.

## Desenvolvimento
Na San Diego Comic-Con de 2011, o diretor da Marvel Television, Jeph Loeb, anunciou uma série baseada nos personagens Manto e Adaga da Marvel Comics que estava em desenvolvimento na ABC Family. Em abril de 2016, a série recebeu uma ordem de produção na Freeform, sendo co-produzida pela ABC Signature Studios e Marvel Television. Em agosto, a Marvel Television anunciou que o Hulu encomendou uma nova série baseada no grupo dos quadrinhos dos Fugitivos, e o estúdio também havia começado o desenvolvimento de uma série de comédia de meia hora baseada na equipe Novos Guerreiros, apresentando personagem Garota Esquilo. A última série estava sendo oferecida a canais a cabo e serviços de streaming.
A Freeform encomendou a série New Warriors em abril de 2017. O vice-presidente executivo de programação da rede, Karey Burke, explicou que eles estavam interessados em uma série da Garota Esquilo antes que a Marvel avançasse com o projeto, e antes que a Freeform encomendasse Cloak & Dagger. Burke sentiu que a Freeform era a melhor rede para New Warriors, acreditando que a Marvel havia "começado a ver nossa força com os jovens adultos" seguindo o sucesso de Cloak & Dagger, e ambas as empresas queriam "encontrar os personagens certos que pareciam falar diretamente para o público da Freeform." Burke disse que New Warriors e Cloak & Dagger não seriam "particularmente conectadas" devido aos tons diferentes delas, mas que um crossover entre as duas era possível. Loeb confirmou em julho de 2017 que essas séries iriam se passar no Universo Cinematográfico Marvel ao lado de outras séries de televisão da Marvel, assim como os filmes da franquia da Marvel Studios, mas disse que não havia planos de fazer um crossover de Cloak & Dagger com New Warriors, e nem ter nenhuma dessas séries em um crossover de diferentes redes com a similarmente voltada para jovens Runaways. Loeb explicou que a Marvel queria que as séries individuais encontrassem seu caminho antes de se conectarem com outros elementos do UCM, e considerou que "as coisas que estão acontecendo em Los Angeles [onde Runaways se passa] não vão exatamente afetar o que está acontecendo em Nova Orleães [onde Cloak & Dagger se passa.]"
New Warriors não estava mais programada para ir ao ar na Freeform em novembro de 2017, depois que a rede não tinha espaço em sua programação para a série e devolveu o projeto à Marvel. O showrunner de Cloak & Dagger, Joe Pokaski, discutiu um possível crossover entre sua série e Runaways em agosto de 2018, dizendo "espero que haja algum carma que possamos cumprir lá", já que Manto e Adaga aparecem nos quadrinhos de Fugitivos. Como parte de uma parceria de marketing entre o Hulu e a Freeform, Runaways vai ao ar na Freeform após seu lançamento no Hulu, enquanto Cloak & Dagger é disponibilizada no Hulu após sua transmissão na Freeform. Em agosto de 2019, a Marvel e o Hulu anunciaram que Manto e Adaga iriam aparecer em um episódio da terceira temporada de Runaways, com Loeb descrevendo isso como "a aventura que todos estavam esperando e que nós apenas sugerimos." Mais tarde naquele mês, Loeb explicou que a Marvel categorizou Runaways e Cloak & Dagger como sua franquia de "YA", ou "young-adult". Ele disse que a Marvel queria fazer um crossover das duas séries desde suas primeiras temporadas, e isso era possível agora, desde que o Hulu se tornou controlado pela Disney em maio de 2019 (a Disney já possuía a Freeform). Loeb acrescentou que o impulso da Marvel Television para o gênero "young-adult" foi em reação aos filmes da Marvel Studios fazendo o mesmo com o Homem-Aranha.
Loeb esperava que o episódio crossover anunciado fosse "o primeiro de muitos". No entanto, Cloak & Dagger foi cancelada e Runaways teve sua última temporada anunciada no final de novembro de 2019. No mês seguinte, a Marvel Television foi incorporada na Marvel Studios e parou de desenvolver qualquer nova série.

## Séries
| Série          | Temporada | Temporada | Episódios | Originalmente exibida  | Originalmente exibida  | Originalmente exibida | Showrunner(s)                    |
| Série          | Temporada | Temporada | Episódios | Primeira exibição      | Última exibição        | Rede                  | Showrunner(s)                    |
| -------------- | --------- | --------- | --------- | ---------------------- | ---------------------- | --------------------- | -------------------------------- |
| Runaways       |           | 1         | 10        | 21 de novembro de 2017 | 9 de janeiro de 2018   | Hulu                  | Josh Schwartz e Stephanie Savage |
| Runaways       |           | 2         | 13        | 21 de dezembro de 2018 | 21 de dezembro de 2018 | Hulu                  | Josh Schwartz e Stephanie Savage |
| Runaways       |           | 3         | 10        | 13 de dezembro de 2019 | 13 de dezembro de 2019 | Hulu                  | Josh Schwartz e Stephanie Savage |
| Cloak & Dagger |           | 1         | 10        | 7 de junho de 2018     | 2 de agosto de 2018    | Freeform              | Joe Pokaski                      |
| Cloak & Dagger |           | 2         | 10        | 4 de abril de 2019     | 30 de maio de 2019     | Freeform              | Joe Pokaski                      |

### Runaways(2017–2019)
Quando seis adolescentes descobrem que seus pais são vilões, conhecidos coletivamente como o Orgulho, eles relutantemente se unem para ir contra eles. Mais tarde, fugindo de seus pais, os adolescentes vivem por conta própria.
Runaways, baseada equipe de mesmo nome, recebeu um pedido para um piloto e roteiros adicionais do Hulu em agosto de 2016. O piloto foi escrito por Josh Schwartz e Stephanie Savage, que também atuam como produtores executivos e showrunners da série. Em fevereiro de 2017, a Marvel anunciou os atores dos Fugitivos, com Rhenzy Feliz como Alex Wilder, Lyrica Okano como Nico Minoru, Virginia Gardner como Karolina Dean, Ariela Barer como Gert Yorkes, Gregg Sulkin como Chase Stein e Allegra Acosta como Molly Hernandez. Pouco depois, eles anunciaram os atores do Orgulho—os pais dos Fugitivos—com Angel Parker como Catherine Wilder, Ryan Sands como Geoffrey Wilder, Annie Wersching como Leslie Dean, Kip Pardue como Frank Dean, Ever Carradine como Janet Stein, James Marsters como Victor Stein, Brigid Brannagh como Stacey Yorkes,  Kevin Weisman como Dale Yorkes, Brittany Ishibashi como Tina Minoru e James Yaegashi como Robert Minoru. O Hulu encomendou oficialmente a série em maio de 2017, depois para uma segunda temporada em janeiro de 2018, e uma terceira em março de 2019; esta foi anunciada como a última temporada em 8 de novembro de 2019.
A primeira temporada estreou em 21 de novembro de 2017. A segunda temporada, que foi lançada em 21 de dezembro de 2018, menciona Roxxon Corp e Wakanda. A terceira temporada, lançada em 13 de dezembro de 2019, mostra Olivia Holt e Aubrey Joseph reprisando seus papéis como Tandy Bowen / Adaga e Tyrone Johnson / Manto da série Cloak & Dagger para um episódio crossover, e destaca o livro de feitiços Darkhold da série Agents of S.H.I.E.L.D. da ABC.

### Cloak & Dagger(2018–2019)
Em Nova Orleães, Tandy Bowen e Tyrone Johnson, dois adolescentes de origens diferentes, adquirem superpoderes após um evento de mudança de vida que girou em torno do colapso de uma plataforma de petróleo. À medida que a amizade deles se desenrola, eles logo percebem que seus poderes funcionam melhor quando estão juntos.
Em abril de 2016, a rede Freeform, de propriedade da ABC, anunciou uma ordem de produção para a série Marvel's Cloak & Dagger, baseada nos personagens de mesmo nome, chamando ela de "a primeira aventura no Universo Cinematográfico Marvel" deles. Em janeiro de 2017, Olivia Holt e Aubrey Joseph foram escalados como Tandy Bowen / Adaga e Tyrone Johnson / Manto, respectivamente. Joe Pokaski serve como showrunner da série. As filmagens da série ocorrem em New Orleães. Uma segunda temporada foi encomendada em 20 de julho de 2018. A série foi cancelada em 24 de outubro de 2019.
A primeira temporada, que estreou em 7 de junho de 2018, destaca a Roxxon Corp, juntamente com a Darkforce, que fornece os poderes do Manto e foi anteriormente estabelecida nas séries Agents of S.H.I.E.L.D. e Agent Carter da ABC, e faz referência a Tony Stark. A segunda temporada estreou em 4 de abril de 2019. Ambas as temporadas também fazem referências diretas ao cenário e a personagens das séries Luke Cage, Iron Fist e Daredevil da Netflix.

## Elenco e personagens
Lista de indicadore(s)
Esta seção inclui personagens que apareceram nas séries como membros do elenco principal.
- Uma célula cinza escuro indica que o personagem não estava na série.
- Um P indica uma participação especial na série.

| Personagem           | Runaways           | Cloak & Dagger  |
| -------------------- | ------------------ | --------------- |
| Melissa Bowen        |                    | Andrea Roth     |
| Tandy Bowen Adaga    | Olivia HoltP       | Olivia Holt     |
| James Connors        |                    | J. D. Evermore  |
| Frank Dean           | Kip Pardue         |                 |
| Karolina Dean        | Virginia Gardner   |                 |
| Leslie Dean          | Annie Wersching    |                 |
| Francis Delgado      |                    | Jaime Zevallos  |
| Molly Hernandez      | Allegra Acosta     |                 |
| Adina Johnson        |                    | Gloria Reuben   |
| Otis Johnson         |                    | Miles Mussenden |
| Tyrone Johnson Manto | Aubrey JosephP     | Aubrey Joseph   |
| Jonah                | Julian McMahon     |                 |
| Nico Minoru          | Lyrica Okano       |                 |
| Robert Minoru        | James Yaegashi     |                 |
| Tina Minoru          | Brittany Ishibashi |                 |
| Brigid O'Reilly      |                    | Emma Lahana     |
| Chase Stein          | Gregg Sulkin       |                 |
| Janet Stein          | Ever Carradine     |                 |
| Victor Stein         | James Marsters     |                 |
| Liam Walsh           |                    | Carl Lundstedt  |
| Alex Wilder          | Rhenzy Feliz       |                 |
| Catherine Wilder     | Angel Parker       |                 |
| Geoffrey Wilder      | Ryan Sands         |                 |
| Dale Yorkes          | Kevin Weisman      |                 |
| Gert Yorkes          | Ariela Barer       |                 |
| Stacey Yorkes        | Brigid Brannagh    |                 |
| Xavin                | Clarissa Thibeaux  |                 |

## Recepção

### Audiência
| Série          | Temporada | Horário (ET) | Episódios | Primeira exibição  | Primeira exibição      | Última exibição     | Última exibição        | Média de expectadores (milhões) | 18–49 anos (média da audiência) |
| Série          | Temporada | Horário (ET) | Episódios | Data               | Espectadores (milhões) | Data                | Espectadores (milhões) | Média de expectadores (milhões) | 18–49 anos (média da audiência) |
| -------------- | --------- | ------------ | --------- | ------------------ | ---------------------- | ------------------- | ---------------------- | ------------------------------- | ------------------------------- |
| Cloak & Dagger | 1         | Quinta 20:00 | 10        | 7 de junho de 2018 | 0.919                  | 2 de agosto de 2018 | 0.423                  | 0.572                           | 0.20                            |
| Cloak & Dagger | 2         | Quinta 20:00 | 10        | 4 de abril de 2019 | 0.477                  | 30 de maio de 2019  | 0.346                  | 0.355                           | 0.12                            |

### Recepção da crítica
| Série          | Temporada | Rotten Tomatoes   | Metacritic       |
| -------------- | --------- | ----------------- | ---------------- |
| Runaways       | 1         | 86% (81 resenhas) | 68 (26 resenhas) |
| Runaways       | 2         | 86% (22 resenhas) | —                |
| Runaways       | 3         | 91% (11 resenhas) | —                |
| Cloak & Dagger | 1         | 89% (54 resenhas) | 68 (15 resenhas) |
| Cloak & Dagger | 2         | 86% (7 resenhas)  | —                |

## Projetos abandonados

### New Warriors
Doreen Green / Garota Esquilo, Craig Hollis / Senhor Imortal, Dwayne Taylor / Radical, Robbie Baldwin / Speedball, Zach Smith / Microbe e Deborah Fields / Debrii, são jovens superpoderosos com habilidades muito diferentes dos Vingadores, que querem causar um impacto positivo no mundo, mesmo que não estejam totalmente prontos para serem heróis.
No final de agosto de 2016, a Marvel Television e a ABC Studios estavam desenvolvendo uma série de comédia de meia hora baseada na equipe Novos Guerreiros e apresentando a Garota Esquilo. Em abril de 2017, a Freeform anunciou um pedido de ordem de produção para a série Marvel's New Warriors, com Kevin Biegel atuando como showrunner da série e escrevendo o primeiro roteiro. Em julho de 2017, o elenco foi revelado com Milana Vayntrub estrelando como Doreen Green / Garota Esquilo e Derek Theler como Craig Hollis / Senhor Imortal. Em novembro de 2017, foi anunciado que a série não iria mais ao ar na Freeform e estava sendo oferecida para outras redes, com a Marvel esperando poder exibi-la em 2018. A série foi planejada para consistir de 10 episódios. Em setembro de 2019, a série não conseguiu encontrar uma nova emissora e foi oficialmente considerada morta.

### Outros
Depois de encomendar New Warriors em abril de 2017, Burke disse que a Freeform estava "absolutamente" interessada em criar séries spin-off para cada um dos personagens da equipe Novos Guerreiros, de forma semelhante às série de televisão da Marvel da Netflix, explicando que os personagens que a Marvel escolheu para a equipe "são todos realmente singulares e cada um poderia carregar a série em que eles estão. Eles estão unidos ... pelo tempo que escolhermos com esta série, mas ela é conceitualmente feita sob medida para spin-offs." Esses possíveis spin-offs ainda eram considerados prováveis quando a Marvel começou a procurar uma nova emissora para New Warriors. A Marvel Television não estava mais desenvolvendo nenhuma nova série em dezembro de 2019.